# Adrien Guttel
Pour les articles homonymes, voir Guttel.
Adrien Guttel (né Adrien Gustave Aharon Guttel Zelikowski à Paris le 20 novembre 1908 et mort à Jérusalem le 6 janvier 1966,) est un rabbin et éducateur juif français dont l'influence sur le judaïsme français est importante.

## Éléments biographiques
Adrien Guttel (Adrien-Gustave Zelikowski) est né à Paris, le 20 novembre 1908. Il épouse Geneviève Klein (née le 2 juin 1910 à Paris), la sœur de Théo Klein, Henri Klein, de Madeleine Elbogen et de Clairette Klein.

## Seconde Guerre mondiale

### Laprugne (Allier)
Geneviève Zelikowski et ses quatre enfants (Michèle née le 16 juin 1933, Janine née le 24 février 1935, Jean Pierre né le 26 octobre 1936 et Yves né le 22 décembre 1937) s'installent dans la commune de Laprugne (Allier) en février 1941. Ils sont rejoints dans cette commune par Adrien Zelikowski en juillet 1941, étant instituteur, il ne pouvait se libérer auparavant.
Ils ont choisi cet endroit parce que la tante de Geneviève Zelikowski, Suzi (Suzanne) Merzbach y réside avec son époux, le docteur Charles Merzbach.
Sur les registres de la Commune, on trouve le nom d'Adrien Zélikowski-Guttel.

### La Maison d'enfants de Broût-Vernet
En juin 1942, Adrien Zélikowski (qui sera connu, après la Guerre sous le nom de rabbin Adrien Guttel) dirige la Maison d'enfants de Broût-Vernet à Broût-Vernet (Allier).
De février 1940 à janvier 1941, la maison d'enfants située au Château des Morelles à Broût-Vernet est dirigée par le rabbin Schneour Zalman Schneersohn, son premier directeur.
Le beau-frère d'Adrien Zelikowski, Henri Klein en est l'économe. Le médecin de cette Maison d'Enfants est le docteur Salomon Gluck, résistant-déporté. Le nom du docteur Gluck figure juste au-dessus de celui d'Henri Klein dans les Archives Municipales de Broût-Vernet.
Après l'arrestation de Joseph Cogan, le comptable-économe de la maison des enfants, le 2 novembre 1943, la décision est prise de disperser les enfants et le personnel. La Maison d'Enfants de Broût-Vernet ferme officiellement le 4 février 1944.

### Refuge en Suisse
À la fermeture de la maison d'enfants de Broût-Vernet, la famille Zelikowski, loue une petite maison, près de la Place de la Mairie. Deux enfants sont nés durant la guerre: Bertrand le 30 novembre 1942 et Didier le 27 janvier 1944.
Adrien Zelikowski sait qu'il est recherché par la Gestapo.Avec l'aide de Georges Loinger, la famille se réfugie en trois étapes vers la Suisse. Jean-Pierre et Yves partent le 14 avril 1944, Michèle et Janine partent le 26 avril 1944. Adrien Zelikowski et son épouse ainsi que les deux derniers nés, Bertrand et Didier, partent le 7 mai 1944,. Il aura encore un fils, Henri, né après la guerre en 1948.

## Formation
Adrien Zelikowski fait ses études rabbiniques au Séminaire israélite de France (SIF), et obtient son diplôme de rabbin en 1948.
Il obtient également un Doctorat ès science.

## École Yabné
Après la Seconde Guerre mondiale, Adrien Zelikowski, connu maintenant comme Adrien Guttel, dirige pendant de nombreuses années l'École Yabné, au 60 Rue Claude-Bernard, dans le 5e arrondissement de Paris.
Alors qu'il dirige cette école, on compte parmi le corps enseignant: les rabbins Léon Ashkenazi,  Emmanuel Chouchena, Joseph Frankforter, Ernest Gugenheim, Charles Touati. 
Il est membre de la synagogue Adas Yereim, aussi appelée « synagogue de la rue Cadet » ou encore « communauté israélite de la Stricte Observance » à Paris, dirigée par le rabbin Élie Munk.

## Œuvre
- Abrégé du Choul'hane Aroukh de Rabbi Chelomo Ganzfried. Traduction des rabbins Adrien Guttel et Lionel Cohn. 2e édition, 3e réimpression[8], éditions du sceptre: Paris. 2007.